# Für immer und ewig (2021)
Für immer und ewig (auch Hold Me Tight, Originaltitel Serre moi fort) ist ein Filmdrama von Mathieu Amalric, das im Juli 2021 bei den Internationalen Filmfestspielen von Cannes erstmals gezeigt wurde und im September 2021 in die französischen Kinos kam. Der Film basiert auf einem Theaterstück von Claudine Galea.

## Handlung
Clarisse lebt mit ihrer Familie in der Gemeinde Ganties, am Fuße der Pyrenäen. Eines Morgens beschließt sie, einfach so und ohne Vorwarnung, ihren Mann Marc und ihre beiden Kinder Lucie und Paul zu verlassen. Sie macht sich mit ihrem AMC Pacer Break auf den Weg zur Küste. Währenddessen vergeht bei ihrer Familie zuhause die Zeit. Aus den vier Familienfotos am Kühlschrank werden drei, Marc entsorgt Dinge, die an Clarisse erinnern, doch der kleine Paul wartet noch immer auf die Rückkehr seiner Mutter.

## Produktion

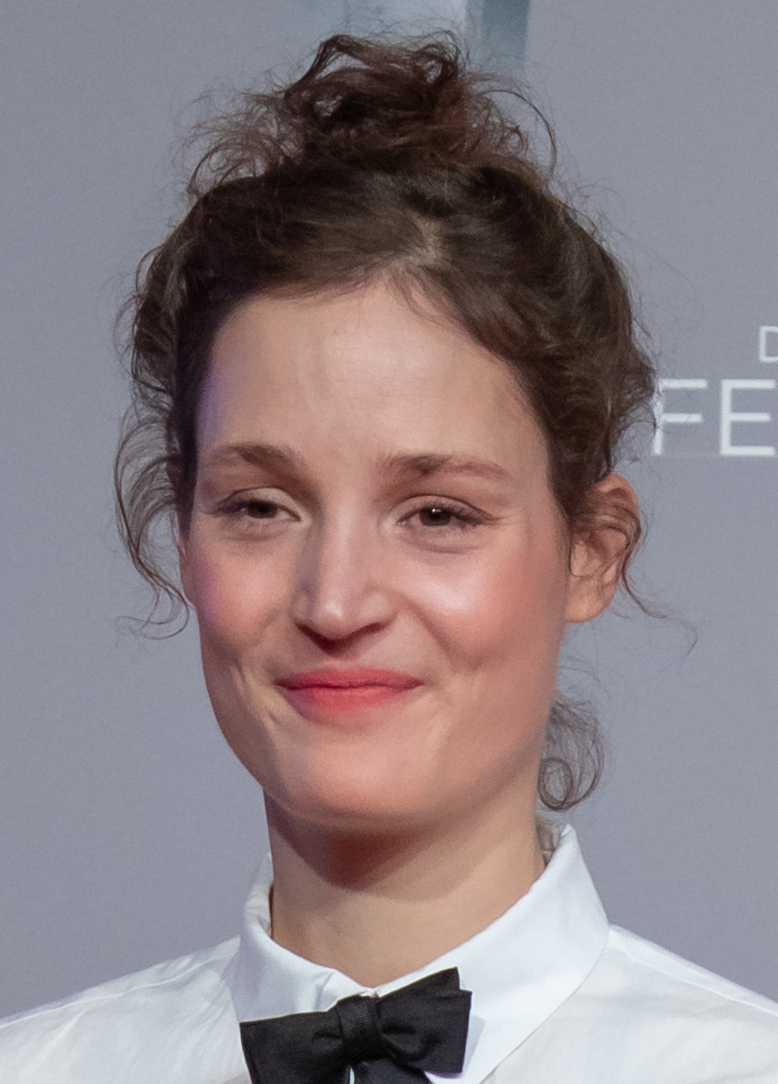
Vicky Krieps spielt in der Hauptrolle Clarisse

Der Film basiert auf dem Theaterstück Je reviens de loin (französisch für „Ich komme aus der Ferne zurück“) von Claudine Galea aus dem Jahr 2003. Dieses wurde von Mathieu Amalric für den Film adaptiert, der auch Regie führte. Es handelt sich um Amalrics achte Regiearbeit.
Vicky Krieps spielt in der Hauptrolle Clarisse, Arieh Worthalter ihren Ehemann Marc und Anne-Sophie Bowen-Chatet und Sacha Ardilly ihre beiden Kinder Lucie und Paul. Als Teenager werden die beiden von Juliette Benveniste und Aurèle Grzesik gespielt.
Die Premiere erfolgte am 14. Juli 2021 im Rahmen der Internationalen Filmfestspiele von Cannes. Am 8. September 2021 kam der Film in die französischen Kinos. Ende Januar, Anfang Februar 2022 wurde er beim International Film Festival Rotterdam in der Reihe Harbour gezeigt. Im März 2022 erfolgten Vorstellungen bei dem von Unifrance und „Film at Lincoln Center“ gemeinsam organisierten „Rendez-Vous With French Cinema“ in New York.

## Auszeichnungen
César 2022
- Nominierung für das Beste adaptierte Drehbuch (Mathieu Amalric)
- Nominierung als Beste Hauptdarstellerin (Vicky Krieps)